# Frou Frou del tabarin
Frou Frou del tabarin è un film del 1976 diretto da Giovanni Grimaldi.
Il soggetto è tratto dall'operetta La duchessa del Bal Tabarin di Carlo Lombardo.

## Trama
Il duca di Pontarcy si innamora di Frou Frou, chanteuse del Bal Tabarin di Parigi, decide di sposarla facendole promettere fedeltà per almeno 6 mesi. Frou Frou accetta, ma presto s’annoia e rimpiange la vita di prima, allegra e frivola. Organizza così il suo rientro al Tabarin con il suo prossimo amante proprio la stessa notte che conclude il periodo di fedeltà obbligatoria, cosi potrà tradire il marito. Anche il duca si reca al Tabarin con una sua giovane fiamma e tra equivoci comici e situazioni paradossali ci si avvia verso l’immancabile lieto fine.